# Gil Colunje
Gil Colunje (Panamá, 1.° de septiembre de 1831-Tabio, 6 de enero de 1899) fue un escritor y poeta romántico, periodista, abogado y político colombiano. Inició el género de novela en Panamá. Fue presidente del Estado Federal de Panamá en 1865, magistrado de la Corte Suprema de Justicia de Colombia, ministro de relaciones exteriores de Colombia, director general de Instrucción Pública, rector del Colegio del Rosario, gerente del Banco de Bogotá y agente fiscal de Colombia en Europa. Entre 1879 y 1880 fue segundo designado Presidencial. Tomó parte en la guerra civil colombiana de 1854 en Bogotá.

## Primeros años
Colunje era hijo del subteniente del Ejército libertador Manuel Colunje, de Popayán, y María Isidra Menéndez de La Chorrera. Hizo sus estudios primarios en una escuela privada del barrio San Felipe de la Ciudad de Panamá y la secundaria en el Colegio Mayor de Nuestra Señora del Rosario de Bogotá, donde obtiene el título de abogado.

## Actividad literaria y periodística
En su juventud se vinculó a la asociación cívica “Los Deseosos de Instrucción”, desde la cual escribió poemas de estilo romántico que se publicaron en periódicos de la época como “El Panameño”, “La Estrella de Panamá”, “El Neogranadino”, entre otros. Fundó varios periódicos como El Centinela (1856, junto con Pablo Arosemena), La Tribuna Federal (1879) y La Defensa (1880). En 1856 colaboró en el periódico "El Tiempo" de Bogotá.
Hacia 1849 publicó su novela “La Virtud Triunfante” (considerada la primera novela panameña); en 1852, sobresalió su obra “28 de noviembre” donde rindió tributo a la independencia panameña de España en 1821.

## Vida política
Con la división del Partido Liberal en 1853, se alía con la facción de los gólgotas que favorecían el desarrollo del capitalismo en Nueva Granada.
Durante la “Revolución de Medio Siglo” de 1854, participa a favor del régimen restaurador como combatiente en el escuadrón “Guías del General López “ (por el general José Hilario López) al mando del teniente coronel Clodomiro Ramírez y luego bajo las órdenes del general Pedro Alcántara Herrán y Joaquín París.
En medio de los combates, el partido Liberal lo designa al Congreso Constitucional de Ibagué, en calidad de representante del Istmo junto a Agustín Jované, José de Obaldía, Santiago de la Guardia, Justo Arosemena y Mateo Iturralde.
En 1855 es elegido Diputado para la primera Convención Constituyente del Estado Federal de Panamá. En 1856, el Gobierno Central de Bogotá lo nombra en el cargo de oficial mayor de la Secretaría de Estado y forma parte de la llamada “Expedición Herrera”, que liquidó un amotinamiento contra el vicegobernador Francisco de Fábrega.
Desempeña labores de legislador en la primera Asamblea Legislativa del Estado Federal de Panamá; en ésta se destaca por su oposición a las ambiciones de Bartolomé Calvo quien pretendía gobernar autoritariamente.
Para 1857 es designado en la Comuna Municipal con el cargo de Personero Municipal y luego fue nombrado procurador general del Estado Soberano de Panamá. En ese cargo logra traer de vuelta al Istmo, los restos mortales del general Tomás Herrera.
Regresa a Bogotá en 1858, como parte de la representación istmeña al Congreso de la Confederación Granadina a combatir el Tratado Herrán-Cass, cuya letra y espíritu estaba en contra de los intereses de Colombia. Regresa al Istmo y vuelve a ocupar su cargo en La Asamblea Legislativa.
Nuevamente, en 1859 es designado representante de Panamá, junto a otros panameños, al congreso de la Confederación Granadina. Allí levantó con otros cinco senadores una acusación contra el presidente de la Confederación, Mariano Ospina Rodríguez, por haber promovido levantamientos contra el estado de derecho.
El 1.° de octubre de 1860 es elegido presidente del Estado Federal y Soberano de Panamá Santiago de la Guardia, quien lo nombra Secretario de Estado con el cargo de Jefe de la sección de Gobierno, nombramiento que genera la oposición de los conservadores, por lo que Colunje renuncia en 1861. El Estado del Istmo se separa de la Confederación y ello provoca que la revolución del general Tomás Cipriano de Mosquera elimine el Estado Federal del Istmo y restaure la unión de Panamá con Colombia. Colunje se encontraba en Estados Unidos para editar el Código Civil del Istmo, redactado en su mayoría por él. A su regreso es nombrado Administrador de Hacienda del Estado Federal del Istmo, cargo que desempeñó hasta 1862.
El gobierno se defiende y tras varias batallas son derrotadas las fuerzas istmeñas que tenían su capital en Santiago de Veraguas. En la última batalla pierde la vida el presidente Santiago de la Guardia y Gil Colunje parte al exilio en Costa Rica, donde se queda hasta 1863.
Al triunfar la revolución liberal mosquerista en 1863, el general Peregrino Santacoloma proclama la Constitución de Rionegro y asume el mando en el Estado Soberano de Panamá hasta 1864 y es reemplazado por José Leonardo Calancha.
Gil Colunje encabeza junto a varios conspiradores un golpe de Estado que culmina exitosamente con el derrocamiento de Calancha el 9 de marzo de 1865 y el encarcelamiento del general mosquerista Buenaventura Correoso.
Los últimos años de su vida los dedica a la Abogacía aunque sin abandonar la política y participa en 1891 como delegado al directorio nacional del Partido Liberal.
En 1897 se retira de las actividades públicas y muere en Tabio, Cundinamarca, poblado cerca de Bogotá, el 6 de enero de 1899.